# Litauische Verfassung von 1938
Die litauische Verfassung vom 11. Februar 1938 war eine von mehreren Verfassungen Litauens in der Zwischenkriegszeit.
Sie wurden im 20. Jahrhundert von staatlichen Organen der ersten Republik Litauen erlassen. Man unterscheidet zwischen den Verfassungen der Zwischenkriegszeit und der Verfassung nach der Wiedererlangung der Unabhängigkeit.

## Vorgänger
Verfassungen von 1918 bis 1940:
- Vorläufige Verfassung vom 2. November 1918
- Vorläufige Verfassung vom 4. April 1919
- Vorläufige Verfassung vom 10. Juni 1920
- Verfassung vom 1. August 1922
- Verfassung vom 15. Mai 1928
- Verfassung vom 23. November 1937
- Verfassung vom 11. Februar 1938.

## Inhalt
Die Verfassung reflektierte die diktatorische Führung von Antanas Smetona und enthält autoritäre Bestandteile.
Präambel:
Die litauische Nation, in würdevoller Erinnerung an das glorreiche alte Litauen, hat wieder einen unabhängigen und souveränen Litauischen Staat errichtet und verteidigt dieses Andenken an ihre Vorfahren mit Hilfe ihrer Streitkräfte und in ihrem unverbrüchlichen Willen, diesen über Jahrhunderte zu schützen, ihre glorreiche Tradition, den Wohlstand und die Macht des Landes sowohl gegenüber den gegenwärtigen wie den zukünftigen Nationen zu sichern.
Unter Berücksichtigung derjenigen Erfahrungen, welche die litauische Nation durch ihre Geschichte und die Vergangenheit ihres Staates erlebt hat, von deren Wiedergeburt und dem Kampf um die Freiheit bis zur Restaurierung und der Dauerhaftigkeit des wieder auferstandenen litauischen Staates, wird Litauen die nachfolgende Verfassung gewährt.